# 15 (專輯)
《15》是香港歌手方大同的第六張國語專輯，於2011年4月8日開始預購，台灣在4月21日推出，而香港則因包裝問題而延至4月26日發行。專輯的第一主打歌是《因為你》，而第二主打歌為《好不容易》，於3月29日派台。
2011年7月13日，香港華納唱片發行該專輯CD+DVD的第二版，DVD收錄6月3日他在舉行柴灣青年廣場Y綜藝館的MOOV Live演出片段以及5首主打歌的音樂錄影帶。

## 曲目
| 曲序 | 曲名                 | 曲                 | 詞                          | 編曲   | 附註                                                       |
| 01   | Gotta Make A Change  | 方大同             | 方大同                      | 方大同 |                                                            |
| 02   | 曇花                 | 方大同             | 方大同（Rap詞）             | 方大同 |                                                            |
| 03   | 張永成               | 方大同             | 方大同 Ghost Style（Rap詞） | 方大同 | Feat. Ghost Style 香港第六主打歌 台灣第三主打歌            |
| 04   | 因為你               | 方大同             | 方大同                      | 方大同 | 香港第一主打歌 第一派台歌                                  |
| 05   | 情勝策略             | 方大同             | 農夫                        | 方大同 | 香港第七主打歌 台灣第五主打歌                              |
| 06   | 無菇朋友             | 方大同             | 方大同                      | 方大同 | 香港、台灣第四主打歌                                       |
| 07   | 自以為（徐佳瑩合唱） | 方大同 Edward Chan | 崔惟楷                      | 方大同 | 香港第三主打歌 台灣第二主打歌                              |
| 08   | 二人遊               | 方大同             | 方大同                      | 方大同 |                                                            |
| 09   | Over                 | 方大同             | 崔惟楷                      | 方大同 |                                                            |
| 10   | Take Me              | 方大同             | 方大同                      | 方大同 | 香港第五主打歌                                             |
| 11   | 好不容易             | 方大同             | 方大同                      | 方大同 | 香港第二主打歌 台灣第一主打歌 香港派台版本為Radio Edit版本 |
| 11   | Over Reprise         | 方大同             |                             | 方大同 | 純音樂 隱藏曲目                                            |

## 唱片版本
- 預購CD版，附送「Khalil Fong X Guitar 私攝影紙上影展」[5]
- CD首批特別版（8吋 X 8吋）
- Digi Pack CD（第一版再版，5吋半 X 5吋半）[3]
- 第二版
- 180 Gram LP，全球限量1000張

## 音樂錄影帶
| 歌名     | 執導          | 首播日期      | 首播頻道  | 附註 |
| -------- | ------------- | ------------- | --------- | ---- |
| 因為你   | 方大同        | 2011年2月27日 | youtube   |      |
| 好不容易 | 陳偉武        | 2011年4月11日 | Channel V |      |
| 自以為   | 陳偉武 陳偉文 | 2011年4月29日 | youtube   |      |
| 張永成   | Shern Sharma  | 2011年5月23日 | Channel V |      |
| 無菇朋友 | 陳偉武        | 2011年6月16日 | Channel V |      |

## 派台歌成績

### 香港
| 年份 | 歌曲     | 903 | TVB | 997 | RTHK |
| 2011 | 因為你   | 1   | ^   | 1   | 1    |
|      | 好不容易 | 1   | ^   | 1   | 1    |
|      | 自以為   | 7   | ^   | 3   | 3    |
|      | 無菇朋友 | 3   | ^   | -   | -    |
|      | Take Me  | 4   | ^   | -   | -    |
|      | 張永成   | 17  | ^   | -   | -    |
| 2012 | 情勝策略 | -   | -   | 2   | -    |

粗體表示冠軍歌
（^）代表由於TVB與包括其所屬華納唱片的四大唱片公司的版稅紛爭而並無派上TVB

### 澳門
| 年份 | 歌曲   | 澳门电台 |
| 2011 | 因為你 | 1        |

（*）表示仍在榜上
粗體表示冠軍歌

### 中國大陸
| 年份 | 歌曲     | 9+2 |
| 2011 | 因為你   | 2   |
|      | 好不容易 | 1   |

（*）表示仍在榜上
粗體表示冠軍歌

### 新加坡
| 年份 | 歌曲     | YES933    | Radio1003 |
| 2011 | 因為你   | 3         | 9         |
|      | 好不容易 | 1（重上） | 1         |
|      | 自以為   | 3         | 1         |
|      | 無菇朋友 | 4         | -         |

（*）表示仍在榜上
粗體表示冠軍歌

### 台湾
| 年份 | 歌曲     | 幽浮 | Hito | MTV | Channel V |
| 2011 | 好不容易 | 2    | 2    | 6   | 3         |
|      | 自以為   | 5    | 4    | 5   | 4         |
|      | 張永成   | 8    | -    | 4   | 7         |
|      | 無菇朋友 | -    | -    | -   | 11        |
|      | 情勝策略 | -    | 2    | -   | -         |

（*）表示仍在榜上
粗體表示冠軍歌

### 马来西亚
| 年份 | 歌曲     | 988           |
| 2011 | 因為你   | 1             |
|      | 好不容易 | 6             |
|      | 自以為   | 1（两周冠军） |

（*）表示仍在榜上
粗體表示冠軍歌

## 備註
1. ↑  15(4/8開始預購) Five Music - 五大唱片(5大唱片)，2011年4月8日 (五) 11:15 (UTC+8)查閱（繁體中文）
2. 1 2  華納唱片 (香港)Facebook專頁，2011年4月21日 (四) 23:15 (UTC+8)查閱（繁體中文）
3. 1 2  15 (第二版)，2011年5月5日 (四) 23:15 (UTC+8)查閱（繁體中文）
4. 1 2  方大同 - [15 2nd edition CD+DVD, 13/7再度強勢上市!!!]，華納唱片 (香港)facebook，2011年7月8日 (五) 19:40 (UTC+8)查閱（繁體中文）
5. 1 2  方大同 全新大碟〔15〕 - Sky Music （页面存档备份，存于），2011年4月7日 (四) 09:00 (UTC+8)查閱（繁體中文）
6. ↑  Hitoradio | 音樂人物 | 單曲首播 （页面存档备份，存于），2011年4月2日 (六) 00:05 (UTC+8)查閱（繁體中文）